# Uurad
Uurad, o Ferat figlio di Bargoit (... – 842?), è stato sovrano dei Pitti forse dall'839 in poi. Su di lui non si sa nulla di certo.
Tra i suoi figli ci sarebbero stati Bridei VI, Ciniod II e Drest X, che lottarono per il potere contro il clan capeggiato da  Bruide figlio di Fokel e Kenneth MacAlpin.